# Macrodorcas groulti
Macrodorcas groulti es una especie de coleóptero de la familia Lucanidae.

## Distribución geográfica
Habita en Tailandia, Naga y Assam.